# Per Dahlberg (politiker)
Per Arne Dahlberg, född 5 november 1912 i Göteborg, död 19 maj 1993 i S:t Görans församling, Stockholm, var under 1930-talet en inflytelserik medlem i Nationalsocialistiska Arbetarepartiet och senare kanslichef för riksdagens revisorer. 

## Biografi
Dahlberg, som var son till direktör Emil Dahlberg och Elin Segerdahl, avlade studentexamen 1931 samt blev filosofie kandidat 1935 och politices magister 1938. Han var ledamot i partiledningen för Nationalsocialistiska Arbetarepartiets (NSAP) och räknas som en av deras viktigaste ideologer under 1930-talet. Han var även ledare för deras studentförening i Göteborg, skribent för partiorganet Den Svenske Nationalsocialisten och chefredaktör för månadstidningen Nationell Socialism som gavs ut 1935–1938. 1940 lämnade Dahlberg NSAP för Sveriges Nationella Förbund (SNF). Dahlbergs fästmö, som fortfarande var anställd på NSAP:s expedition, kopierade medlemsförteckningen vilken Dahlberg överlämnades till SNF. Efter andra världskriget lämnade Dahlberg även SNF. Från 1956 och fram till pensionen 1979 arbetade han som kanslichef för riksdagens revisorer.